# لويس مورودر
لويس مورودر (من مواليد 6 ديسمبر 1940) هو كيميائي الببتيد إيطالي، كان رائدًا في البحث حول التفاعلات بين هرمونات الببتيد ومستقبلات الهرمونات المرتبطة بغشاء الخلية. قام لاحقًا بتوسيع هذا البحث ليشمل أنظمة بيولوجية أخرى ذات صلة طبية مثل مثبطات البروتين والكولاجين والبروتينات الاصطناعية. السمة المميزة لأبحاثه هي تعددية التخصصات كما تنعكس في استخدامه وتطوير طرق في الكيمياء العضوية والفيزياء الحيوية والأحياء الجزيئية. وهو محرر مشارك لكتاب طرق هوبن ويل للكيمياء العضوية المؤلف من خمسة مجلدات، وطرق الكيمياء العضوية، وتخليق الببتيدات ومقلدات الببتيد. منذ عام 2008، يشغل منصب رئيس تحرير مجلة مجلة علوم الببتيد، الجريدة الرسمية لجمعية الببتيد الأوروبية.

## الحياة الشخصية
نشأ لويس مورودر في مجتمع عرقي صغير من لادين في الدولوميت بجنوب تيرول/شمال إيطاليا. عندما كان طفلاً، أصبح مفتونًا بالعلوم الطبيعية أثناء مرافقته لوالده هاينريش في الرحلات المعدنية والحفرية والأثرية في العالم الجبلي لوطنه مع اكتشافات من مختلف الأحافير التي هي نموذجية معروضة في متحف غردينا. وهو متزوج من آن ماري هيلريجل مورودر وله ابنة واحدة.    
                                                                           

## النشأة والتعليم والوظيفة
درس مورودر الكيمياء في جامعة بادوفا حيث تخرج عام 1965 في الكيمياء مع أطروحة الدكتوراه حول تخليق ببتيد-س للريبونوكلياز أ في مختبر ارنستو سكوفوني في معهد الكيمياء العضوية. في عام 1968 انضم إلى مجموعة كلاوس إتش هوفمان في جامعة بيتسبرغ للعمل على التخليق الكيميائي للهرمون الموجه لقشر الكظرية ومشتقاته. حصل مورودر على التأهيل في عام 1971 في جامعة بادوفا في كيمياء المنتجات الطبيعية. 1975 أصبح زميلًا باحثًا أول في قسم كيمياء الببتيد في معهد ماكس بلانك للكيمياء الحيوية (MPIB) في مارتينسريد برئاسة إريك ونش  [de]. بين عامي 1991 و2008 كان رئيسًا لمختبر الكيمياء الحيوية العضوية في معهد ماكس بلانك للكيمياء الحيوية (MPIB). يعمل منذ 1994 كأستاذ مساعد في الجامعة التقنية في ميونيخ.

## بحث
بدأ مورودر أبحاثه الببتيدية مع تخليق ببتيد-س للريبونوكلياز أ ودراسات حول مُعقّد الببتيد البروتيني، والتي كانت واحدة من أولى مظاهر مبدأ المفتاح والقفل في تفاعلات مستقبلات هرمون الببتيد. بصفته باحثًا مشاركًا، عمل على تخليق قشر الكظر المشع، والذي يمثل أحد أوائل الأبحاث الاصطناعية التي تعمل على هرمونات الببتيد البشرية. ركز عمل مورودر في معهد ماكس بلانك للكيمياء الحيوية في مارتينسريد في البداية على نظام الجاسترين/ كوليسيستوكينين، وكشف عن آلية المسار المرتبط بالغشاء للتعرف على الهرمونات بواسطة المستقبلات. بالتوازي مع ذلك، عمل على الطرق التركيبية في كيمياء الببتيد والبروتينات مثل إدخال ثنائي كربونات ثنائي ثلاثي البيوتيل ككاشف عام ومستخدم على نطاق واسع في كيمياء الببتيد، والتجميع الانتقائي للببتيدات الغنية بالسيستين، و تخليق سقالات عالية القوة لثنائي كبريتيد/ ثنائي سيلينيد.
في المرحلة اللاحقة من بحثه، أصبح مورودر مهتمًا بشكل متزايد بدراسة الأنظمة البيولوجية والطبية الأكثر تعقيدًا بالوسائل الكيميائية. على سبيل المثال، تناول الأسئلة الأساسية المتعلقة بحركية طي البروتين وساهم بنشاط في تصميم وتركيب مثبطات الإنزيم المتضمنة في أمراض مختلفة، بما في ذلك السرطان. في التسعينيات من القرن الماضي، قام لويس مورودر وروبرت هوبر بدعم نيديليكو بوديسا في تأسيس هندسة الشفرة الوراثية في ألمانيا - وهو مجال بحث يدمج التوليفات الكيميائية مع التعقيدات البيولوجية في شكل علم الأحياء التركيبي الكيميائي (علم الأحياء الغريب)

## الجوائز والتكريمات
- 1995: ماكس بيرجمان - ميدالية جمعية MBK.[15]
- 2004: جائزة جوزيف رودينجر من جمعية الببتيد الأوروبية.[16]
- 2011: دكتوراه فخرية، جامعة سيرجي بونتواز، باريس.[4]
- 2018: جائزة محاضرة أكابوري التذكارية لجمعية الببتيد اليابانية.[17]
- 2020: جائزة إرنستو سكوفون لجمعية الببتيد الإيطالية.[18]